# Граціель Геррманн
Граціель Геррманн (порт. Graciele Herrmann, 1 січня 1992) — бразильська плавчиня.
Учасниця Олімпійських Ігор 2012, 2016 років.
Призерка Панамериканських ігор 2011, 2015 років.
Переможниця Південнамериканських ігор 2014 року.